# Hänssler Classic
Hänssler Classic és un segell discogràfic alemany dedicat a la música clàssica, fundat l'any 1975 per Friedrich Hänssler junior, dins de la companyia matriu Hänssler Verlag. L'empresa, és un dels responsables de l'emissora de ràdio clàssica Südwestrundfunk (SWR), que emet, principalment, per als lands de Baden-Württemberg i Renània-Palatinat, que compta amb tres orquestres, un cor i una Big Band. També és membre de la “Internationale Bachakademie” de Stuttgart, fundada per Helmuth Rilling, l'any 1981.
En l'actualitat el seu catàleg aplega més de 800 discos, des de música antiga fins a la contemporània. Entre les seves publicacions més singulars i destacades cal assenyalar la "Bach Edition" que conté tota l'obra de Johann Sebastian Bach formada per 172 CD's gravada sota la direcció de Helmuth Rilling.